# Бубиано
Бубиа̀но (на италиански: Bubbiano, на западноломбардски: Bibiàn, Бибиан) е село и община в Северна Италия, провинция Милано, регион Ломбардия. Разположено е на 106 m надморска височина. Населението на общината е 2283 души (към 2012 г.).